# Long Pine
La ville de Long Pine est située dans le comté de Brown, dans l’État du Nebraska, aux États-Unis. Sa population s’élevait à 305 habitants lors du recensement de 2010, estimée à 286 habitants en 2016.

## Source
- (en) Cet article est partiellement ou en totalité issu de l’article de Wikipédia en anglais intitulé « Long Pine, Nebraska » (voir la liste des auteurs).